# Elecciones estatales del Sarre de 1965
La elección al quinto parlamento del Sarre se celebró el 27 de junio de 1965, y fue la segunda elección estatal en el Sarre después de unirse a la República Federal en 1957.

## Resultados
La CDU fue el claro partido ganador, alcanzando el 42,7 por ciento de los votos y 23 escaños en el parlamento.
Los socialdemócratas también crecieron fuertemente y subieron a un 40,7 por ciento, justo detrás de la Democracia Cristiana. Llegaron a 21 escaños.
El FDP, perdió 5,5 puntos porcentuales, obteniendo el 8,3 por ciento. Perdió tres escaños y quedó sólo con cuatro diputados.
El Partido Popular Sarrense (SVP/CVP), que había alcanzado el 11,4 por ciento en 1960, perdió dos tercios de sus escaños y logró con un 5,2 por ciento y dos escaños un pequeño lugar en el parlamento estatal del Sarre. Esta vez concurrió bajo estas siglas ya que formó una coalición electoral con el Partido de Centro denominada Saarländische Volkspartei/Christliche Volkspartei.
La DDU alcanzó sólo el 3,1 por ciento y no pudo volver a entrar en el parlamento.
Franz-Josef Röder fue capaz de lograr una mayoría nuevamente mediante una coalición CDU/FDP y fue reelegido como primer ministro.
La participación fue del 81,8 por ciento, un aumento de 2,7 puntos porcentuales, después de que en las elecciones anteriores se obtuviera hasta entonces el peor resultado en la historia del Estado en cuanto a participación.
Los resultados completos fueron:
| Partido | Partido | Votos   | %      | Escaños |
| ------- | ------- | ------- | ------ | ------- |
|         | CDU     | 254.143 | 42,7 % | 23 (+4) |
|         | SPD     | 241.954 | 40,7 % | 21 (+5) |
|         | FDP     | 49.524  | 8,3 %  | 4 (–3)  |
|         | SVP/CVP | 30.750  | 5,2 %  | 2 (–4)  |
|         | DDU     | 18.585  | 3,1 %  | — (–2)  |